# Plain old telephone service
Pour les articles homonymes, voir POTS.

Téléphone à cadran

POTS est un sigle anglais qui signifie plain old telephone service que l'on peut traduire en français par la bonne vieille ligne téléphonique (sur laquelle on branche le téléphone analogique habituel). Dans certains pays on parle de réseau fixe ou de téléphone fixe analogique. Pour le POTS, il s'agit en fait de la ligne elle-même et des services rendus par la ligne téléphonique analogique avant l'avènement des technologies RNIS, téléphonie mobile, ADSL et VoIP. 
Ce service existe depuis l'introduction du téléphone à la fin du XIXe siècle, sous une forme pratiquement inchangée pour l'utilisateur lambda malgré l'introduction de la numérotation par tonalité (voir le code DTMF (de l'anglais dual-tone multi-frequency) ou de la fibre optique en remplacement des fils de cuivre qui composaient les lignes. 
Ce service était à l'origine offert par ce que l'on appelait alors les PTT (Postes, Télégraphes et Téléphones) dans de nombreux pays, abréviation aujourd'hui pratiquement disparue depuis que le téléphone et le télégraphe ne font plus partie des services offerts par les offices postaux nationaux. Au Canada et aux États-Unis, ce service était offert traditionnellement, et l'est toujours en abondance, par les entreprises de télécommunications dominantes appelées des entreprises de services locaux titulaires (ESLT ; ILEC en anglais pour Incumbent local exchange carrier). Plus récemment[Quand ?], d'autres entreprises (les entreprises de services locaux concurrentiels, les ESLC, les nouvelles venues) offrent aussi ce service mais plutôt de façon équivalente en VoIP sur fibre, câble coaxial ou fibre optique ou bien le POTS en mode de revente de service en s'approvisionnant auprès des ESLT.

## Services
Les services POTS se composent :
- de communications vocales bi-directionnelles, dites en full duplex, permettant d'échanger des sons dont la fréquence est comprise entre 300 et 3400 Hz, ce qui représente le spectre de la voix humaine ;
- de diverses tonalités de contrôle, comme le signal occupé, les tonalités de numérotation et la sonnerie ;
- des services comme les renseignements téléphoniques et l'assistance aux appels longue distance et audio-conférence ;
- d'appareils téléphoniques normalisés analogiques, munis à l'origine d'un cadran rotatif de numérotation puis de touches.